# Гадячский район
Гадячский район (укр. Гадяцький район) — упразднённая административная единица на севере Полтавской области Украины. Административный центр — город Гадяч.

## География
Гадячский район расположен на севере Полтавской области Украины.
С ним соседствуют
Лохвицкий,
Миргородский,
Зеньковский районы Полтавской области,
Ахтырский,
Лебединский и
Липоводолинский районы Сумской области,
Площадь района — 1600 км².
Административным центром района является город Гадяч.
Через район протекают реки
Псёл,
Хорол,
Грунь,
Сухая Грунька,
Фиалка,
Лютенька,
Верпик,
Рудка,
Рашевка,
Татарка.
На территории района есть большие озёра
Моховатое,
Турчиное,
Круглое,
Глубокое.

## Население
Население района составляет 28 019 человек (2019).

## История
Район образован в 7 марта 1923 года. 4 января 1957 года к нему была присоединена часть территории упразднённого Петровско-Роменского района. 17 июля 2020 года в результате административно-территориальной реформы район вошёл в состав Миргородского района.

## Административное устройство
Район включает в себя:
| - Городских советов: 1 - Сельских советов: 27 | - Городов: 1 - Сёл: 94 |

### Местные советы[6]
| - Гадячский городской совет - Беленченковский сельский совет - Березоволукский сельский совет - Бобрикский сельский совет - Великобудищанский сельский совет - Вельбовский сельский совет - Веприкский сельский совет - Гречановский сельский совет - Качановский сельский совет - Кнышовский сельский совет - Краснознаменский сельский совет - Краснолукский сельский совет - Лысовский сельский совет - Лютенский сельский совет | - Малопобиванский сельский совет - Мартыновский сельский совет - Петровско-Роменский сельский совет - Плешивецкий сельский совет - Рашевский сельский совет - Розбишевский сельский совет - Ручковский сельский совет - Рымаровский сельский совет - Саровский сельский совет - Сватковский сельский совет - Середняковский сельский совет - Сосновский сельский совет - Харьковецкий сельский совет - Цепковский сельский совет |

### Населённые пункты[7]
| с. Бакуты с. Балясное с. Беленченковка с. Березки с. Березовая Лука с. Бобрик с. Борки с. Броварки с. Бутовическое с. Бухалово с. Великие Будища с. Великое с. Вельбовка с. Венеславовка с. Веприк с. Веселое с. Ветхаловка с. Вечирчино с. Вороновщина с. Выришальное г. Гадяч с. Глубокая Долина с. Глубокое с. Гречановка | с. Грипаки с. Дачное с. Донцовщина с. Дучинцы с. Запсельское с. Зелёная Балка с. Змажино с. Калиновщина с. Качаново с. Киблицкое с. Киевское с. Кияшковское с. Кнышовка с. Коновалово с. Крамарщина с. Красная Лука с. Круглик с. Круглое Озеро с. Лихополье с. Лободино с. Лысовка с. Лютенька с. Максимовка с. Малая Обуховка | с. Малая Побиванка с. Малые Будища с. Мартыновка с. Мелешки с. Млыны с. Могилатов с. Морозовщина с. Николаевка с. Новосёловка с. Новый Выселок с. Ореханово с. Осняги с. Островерховка с. Педоричи с. Перевоз с. Петровка-Роменская с. Петроселовка с. Пирятинщина с. Писаревщина с. Плешивец с. Рашевка с. Розбишевка с. Рудиков с. Ручки | с. Рымаровка с. Саранчова Долина с. Сары с. Сватки с. Сергеевка с. Середняки с. Солдатово с. Сосновка с. Степаненки с. Степовое с. Теплое с. Тимофеевка с. Тригубщина с. Тютюривщина с. Харьковцы с. Хитцы с. Цепки с. Цимбалово с. Червоный Кут с. Чернече с. Шадурка с. Шевченково с. Юрьевка |

#### Ликвидированные населённые пункты[8]
| с. Рудка-Степь |

## Транспорт
Через район проходят магистраль Т1705 и железная дорога на ветке Кременчуг-Бахмач.

## Достопримечательности
Покровская церковь в Плешивце, 1906 г. Одна из первых попыток современного (XX век) воспроизведения традиционной козацкой архитектуры. Храм сооружён по проекту архитектора И. С. Кузнецова по мотивам деревянного козацкого собора в Новомосковске, построенного в 18 веке. Церковь сооружена по инициативе архиепископа Парфения (в миру Памфил Левицкий), который родился в Плешивце.

## Известные люди
В районе родилась Корост, Татьяна Михайловна — Герой Украины.